# Петнадесетоъгълник
Петнадесетоъгълникът (също и пентадекагон) е многоъгълник с петнадесет страни и ъгли. Сборът на всички вътрешни ъгли е 2340° (13π). Има 90 диагонала.

## Правилен петнадесетоъгълник
При правилния петнадесетоъгълник всички страни и ъгли са равни. Вътрешният ъгъл е 156°, а външният и централният – 24°.

### Лице
Лицето S на правилен петнадесетоъгълник може да бъде намерено по три начина:
- По страната a:

{\displaystyle S={\frac {15a^{2}}{8}}\left({\sqrt {3}}+{\sqrt {15}}+{\sqrt {10+2{\sqrt {5}}}}\right)={\frac {15a^{2}}{4}}\cot(12^{\circ })\approx 17,6423629\,a^{2}}
- По радиуса R на описаната окръжност:

{\displaystyle S={\frac {15R^{2}}{2}}\sin(24^{\circ })\approx 3,0505248\,R^{2}}
- По радиуса r на вписаната окръжност (т.е. апотемата):

{\displaystyle S=15r^{2}\cdot \tan(12^{\circ })\approx 3,1883484\,r^{2}}

### Построение
Тъй като 15 е произведение на 3 и 5, които са две различни прости числа на Ферма, правилен петнадесетоъгълник може да бъде построен с линийка и пергел:

## Използване

### Пентадекаграми
Трите правилни звездовидни многоъгълници са: {15/2}, {15/4}, {15/7}.
Има също три правилни звездовидни многоъгълника: {15/3}, {15/5}, {15/6}; първият е съединение от 3 петоъгълника, вторият – 5 равностранни триъгълника, а третият – 3 пентаграма.

### Петриеви многоъгълници
| Петнадесеточетиринадесетичник (14D) |